# Stowbtsy
Stowbtsy (en biélorusse : Стоўбцы, Стоўпцы ; en alphabet lacinka : Stoŭbcy, /ˈstowpt͡sɨ/) ou Stolbtsy (en russe : Столбцы, /stɐlˈptsɨ/ ; en polonais : Stołpce ; en yiddish : Steibtz) est une ville de la voblast de Minsk, en Biélorussie, et le centre administratif du raïon de Stowbtsy. Sa population s'élevait à 16 858 habitants en 2017.

## Géographie
Stowbtsy est située à 71 km au sud-ouest de Minsk — 89,6 km par la route E30-M1.

## Histoire
| Appartenances historiques République des Deux Nations - Grand-duché de Lituanie 1593-1793 Empire russe 1793-1921 Pologne 1921-1939 Union soviétique RSS de Biélorussie septembre 1939-juin 1941 Reich allemand juin 1941-août 1944 Union soviétique RSS de Biélorussie août 1944-1991 Biélorussie 1991-présent |

Stowbtsy a été fondée dans la première moitié du XVIe siècle et fait partie du grand-duché de Lituanie. Stowbtsy est fortement endommagée durant la guerre russo-polonaise de 1654-1667 : la moitié de ses habitants périt et une grande partie de la localité est incendiée. La ville est de nouveau détruite lors de la Grande guerre du Nord.
Elle reçoit le droit de Magdebourg en 1729, mais en est privée en 1793 lorsqu'elle est annexée par l'Empire russe. En 1812, la ville est de nouveau saccagée, cette fois par les Français, lors de la campagne de Russie.
En 1921, à la suite de la guerre soviéto-polonaise, la ville devient polonaise. La frontière est à proximité, et la gare de Stołpce devient gare frontière. Elle le reste jusqu'en 1939, où la ville est annexée par l'URSS en intégrant la RSS de Biélorussie.
Au cours de la Seconde Guerre mondiale, Stowbtsy est occupée par l'armée allemande du 28 juin 1941 au 2 juin 1944. Durant cette période, les Allemands commettent plusieurs exécutions de masse dans la ville dans le cadre de la Shoah par balles. Ainsi, plusieurs centaines de Juifs sont enfermés dans un ghetto puis assassinés en 1941, 1942 et début 1943.

## Population
Recensements (*) ou estimations de la population :
| 1867  | 1886  | 1921* | 1939* | 1959* |
| ----- | ----- | ----- | ----- | ----- |
| 2 035 | 1 070 | 2 956 | 7 500 | 5 664 |

| 1970* | 1979* | 1989*  | 1999*  | 2009*  |
| ----- | ----- | ------ | ------ | ------ |
| 7 347 | 9 832 | 13 608 | 16 400 | 15 367 |

| 2013   | 2014   | 2015   | 2016   | 2017   |
| ------ | ------ | ------ | ------ | ------ |
| 16 283 | 16 472 | 16 690 | 16 839 | 16 858 |

## Patrimoine
- Église Sainte-Anne[6], église orthodoxe d'architecture classique fondée en 1825 comme église catholique sous le mécénat d'Adam Jerzy Czartoryski
- Gare ferroviaire (première moitié du xxe siècle)
- Musée-pavillon Iakoub Kolas (1982)[7]
- Synagogue (1886)
- Cimetière juif (1795)
- Cimetière catholique
- Nouvelle église catholique Saint-Casimir (1996)[8]
- Église de la Résurrection[9]

Église Sainte-Anne
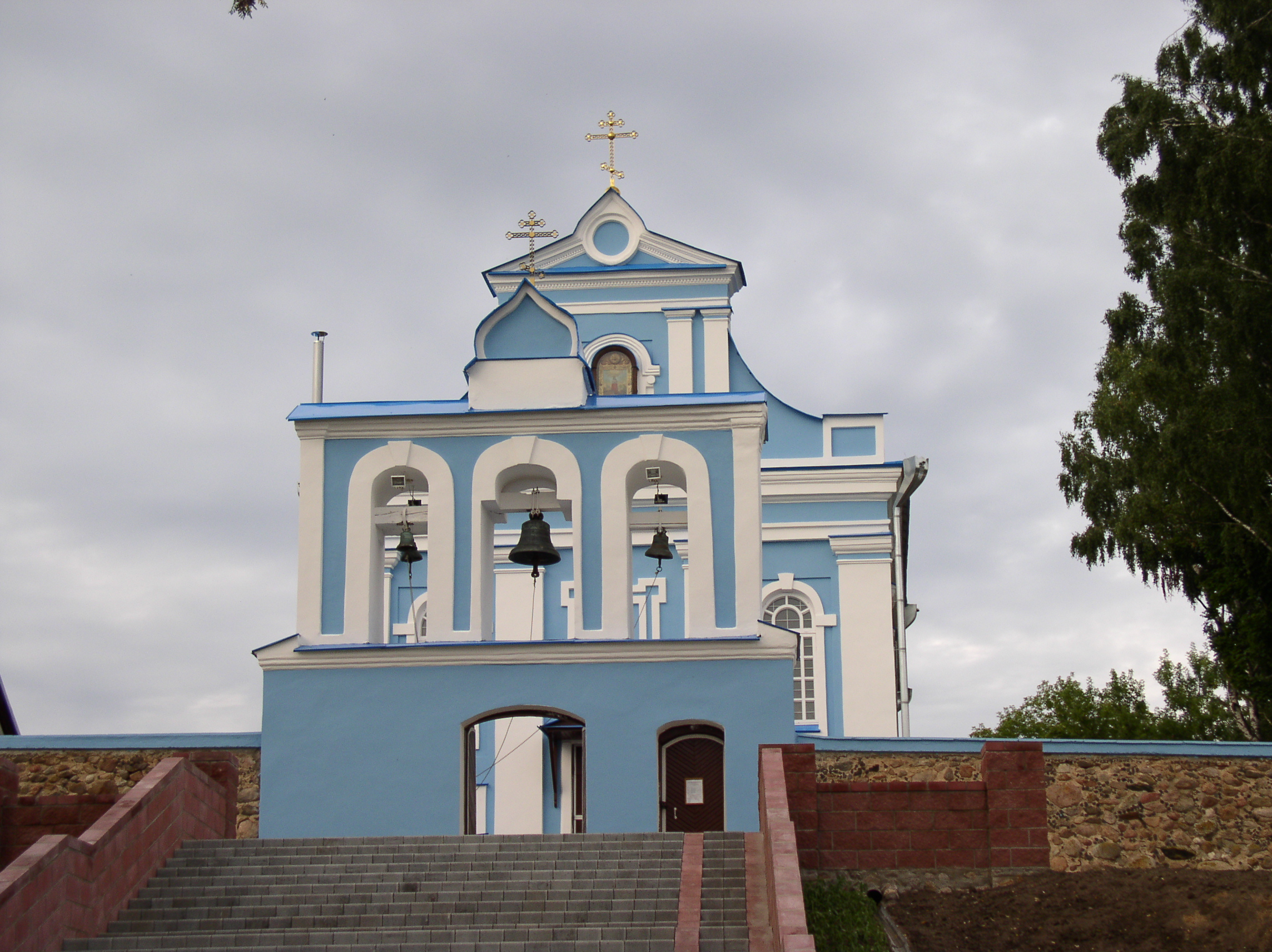
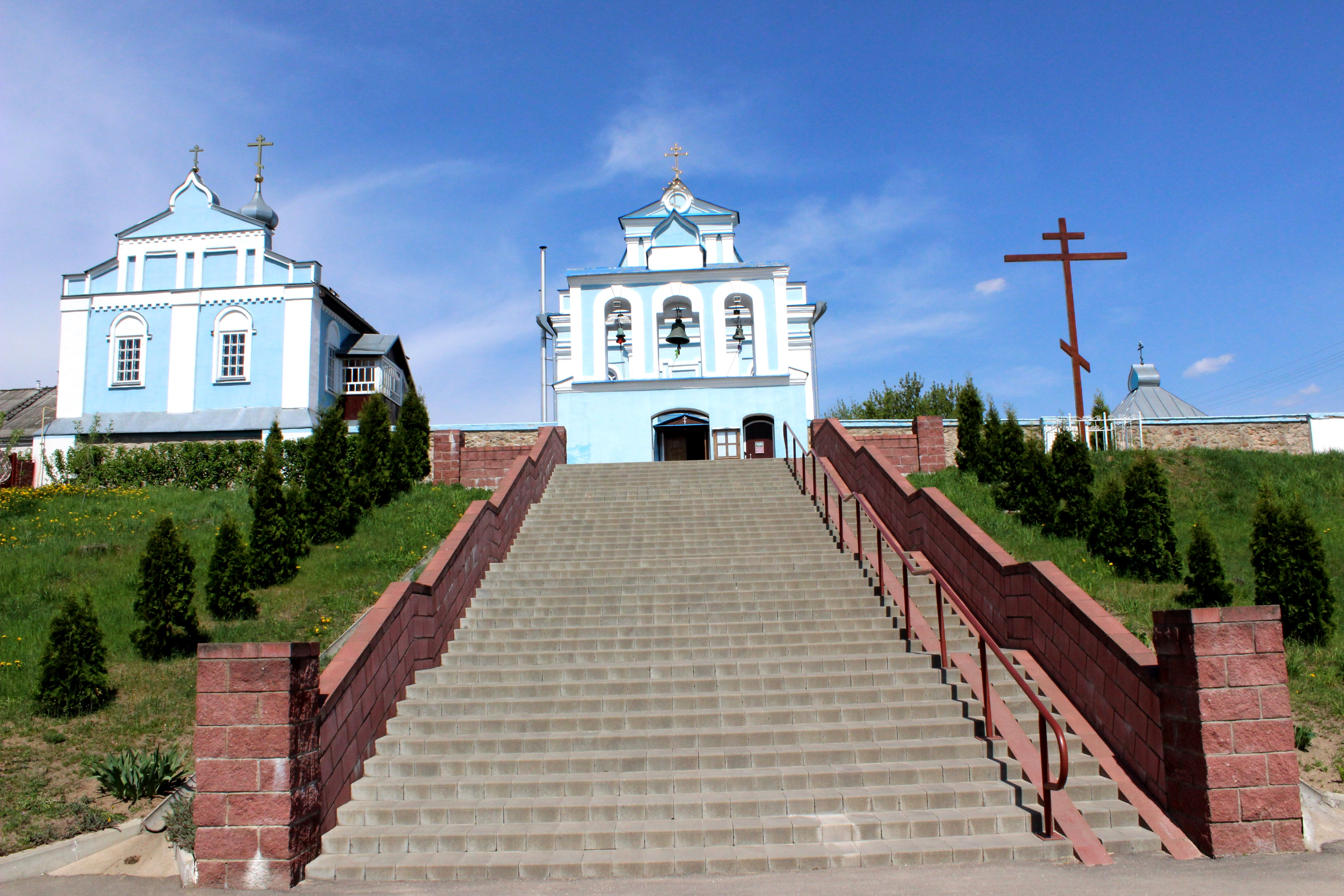
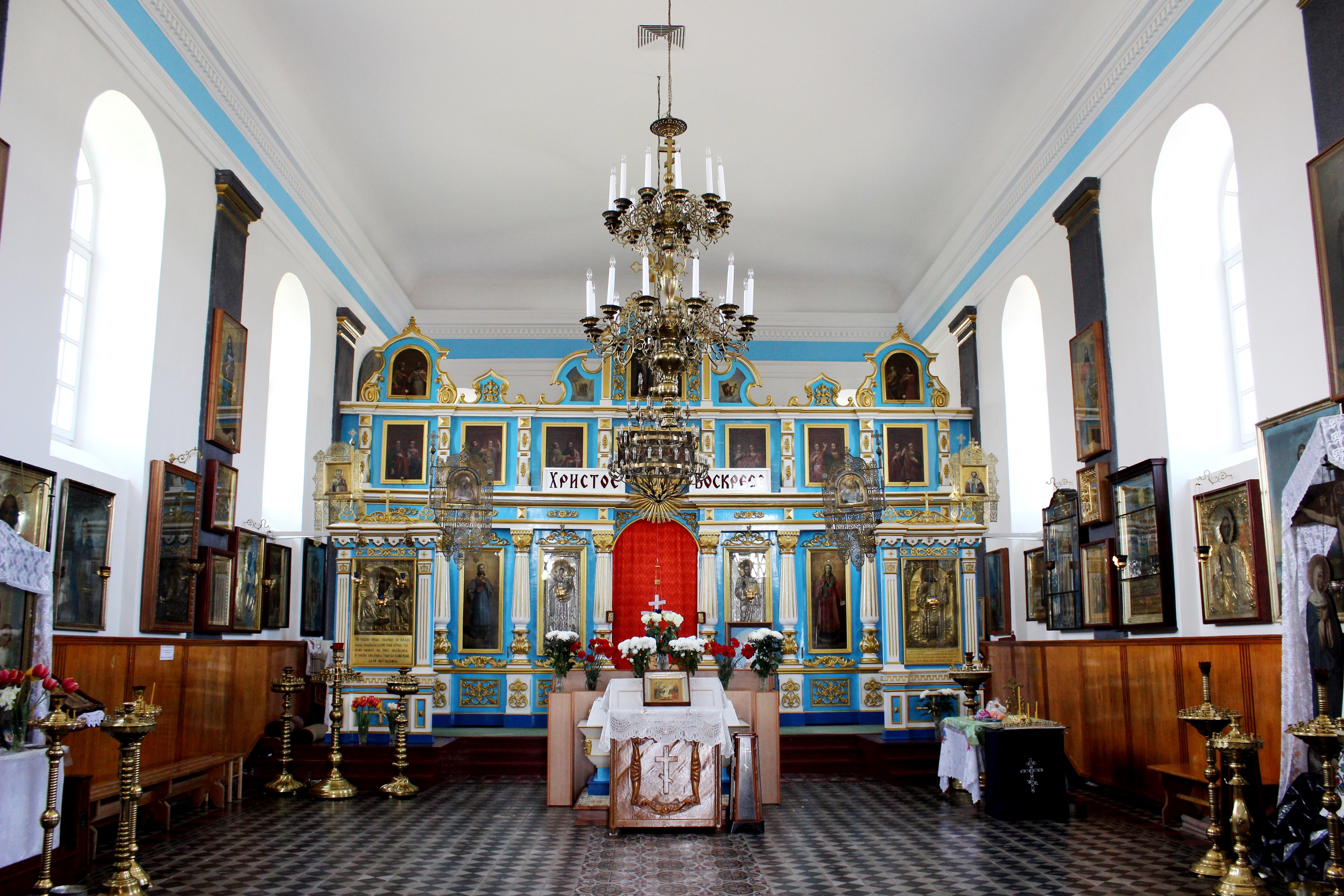
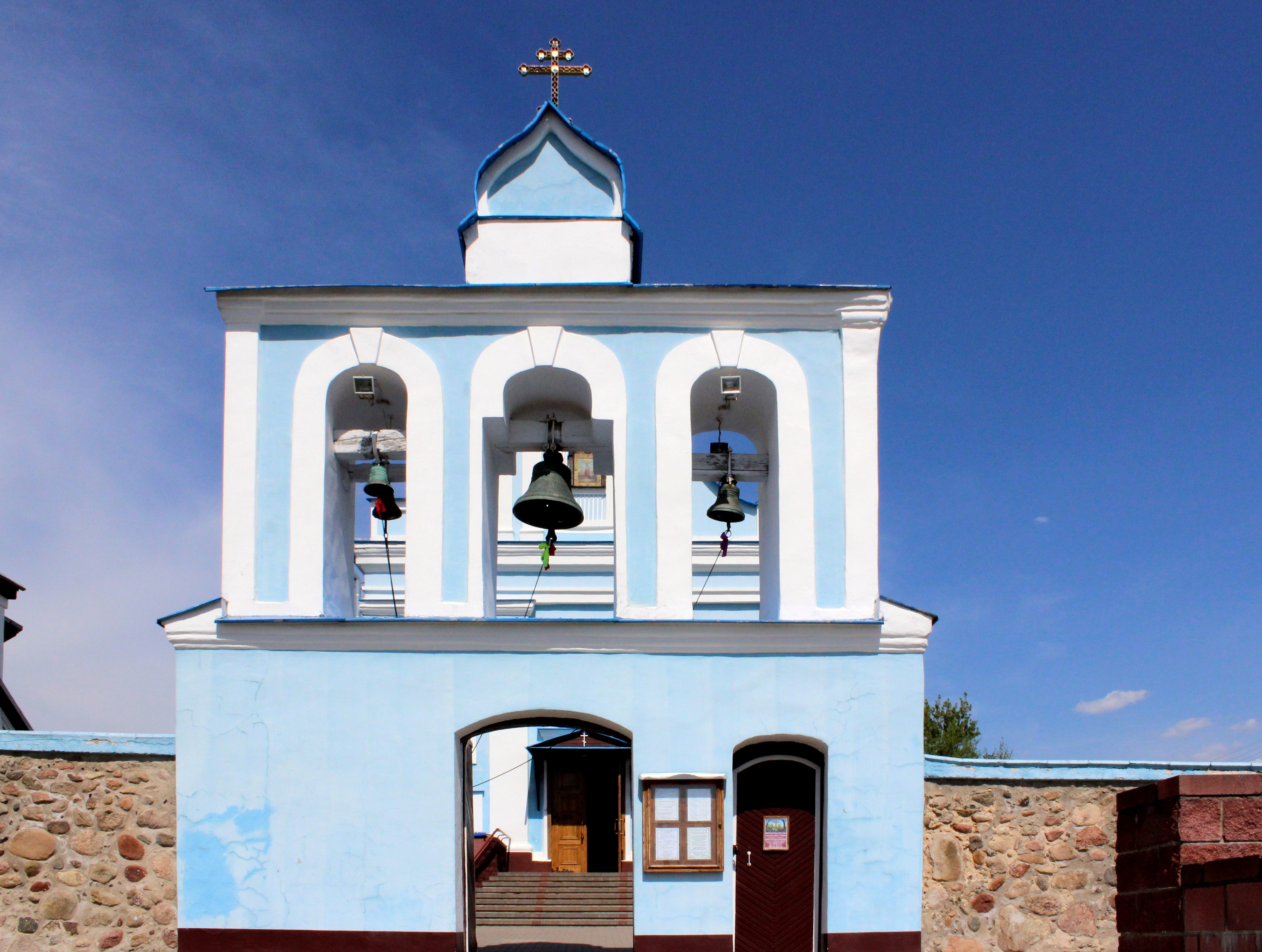
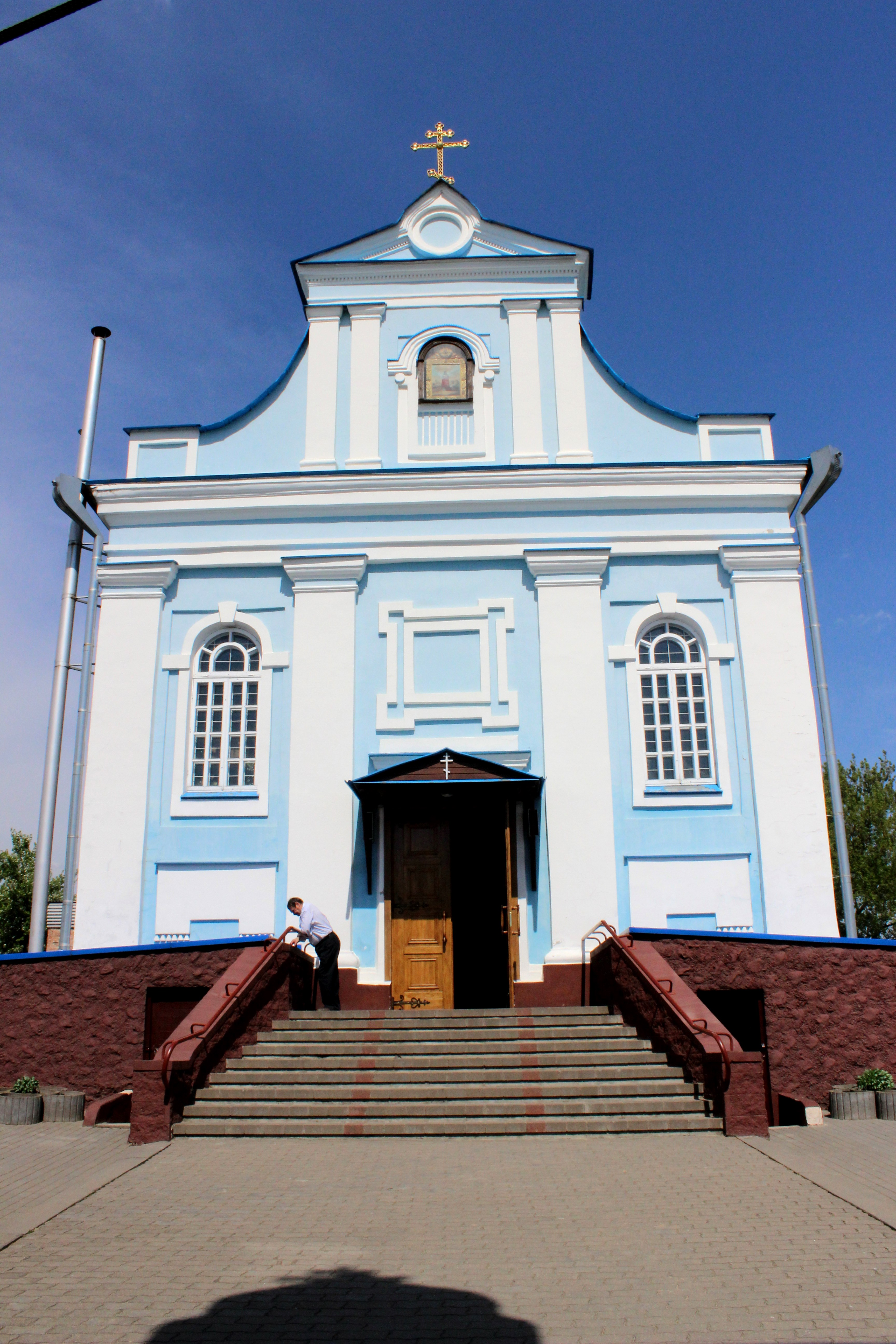

## Personnalités liées à la ville
- Iakoub Kolas (1882-1956), écrivain biélorusse.
- Zalman Shazar (1889-1974), écrivain israélien et troisième président de l'État d'Israël, a vécu à Stowbtsy.
- Ivonka Survilla (1936-), présidente de la « République populaire biélorusse » en exil au Canada.

## Dans la littérature
- Stowbtsy et les fôrets avoisinantes servent de cadre au roman Le Moment de Vérité de Vladimir Bogomolov.
- Stowbtsy est aussi la ville par laquelle Tintin entre au « pays des Soviets » dans l'album du même nom d'Hergé[10].

## Galeries d'images

Images d'archives
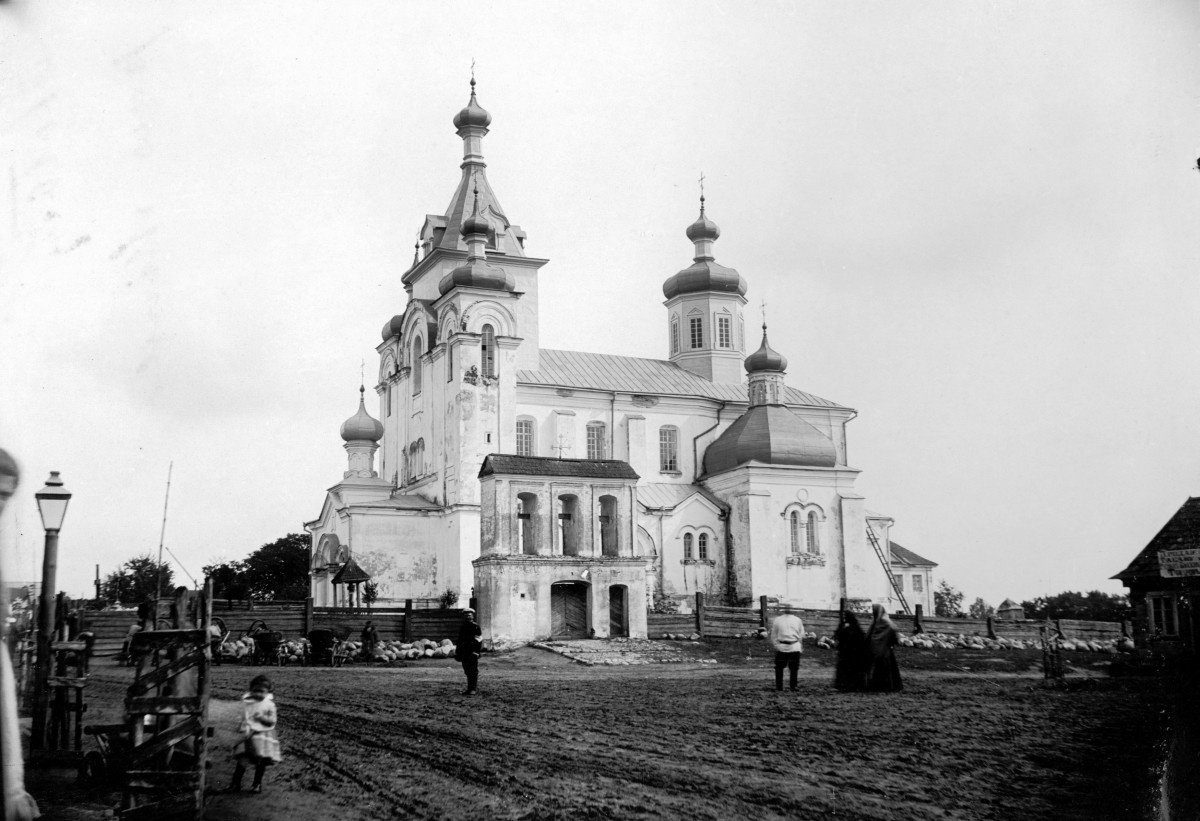
Ancienne église catholique
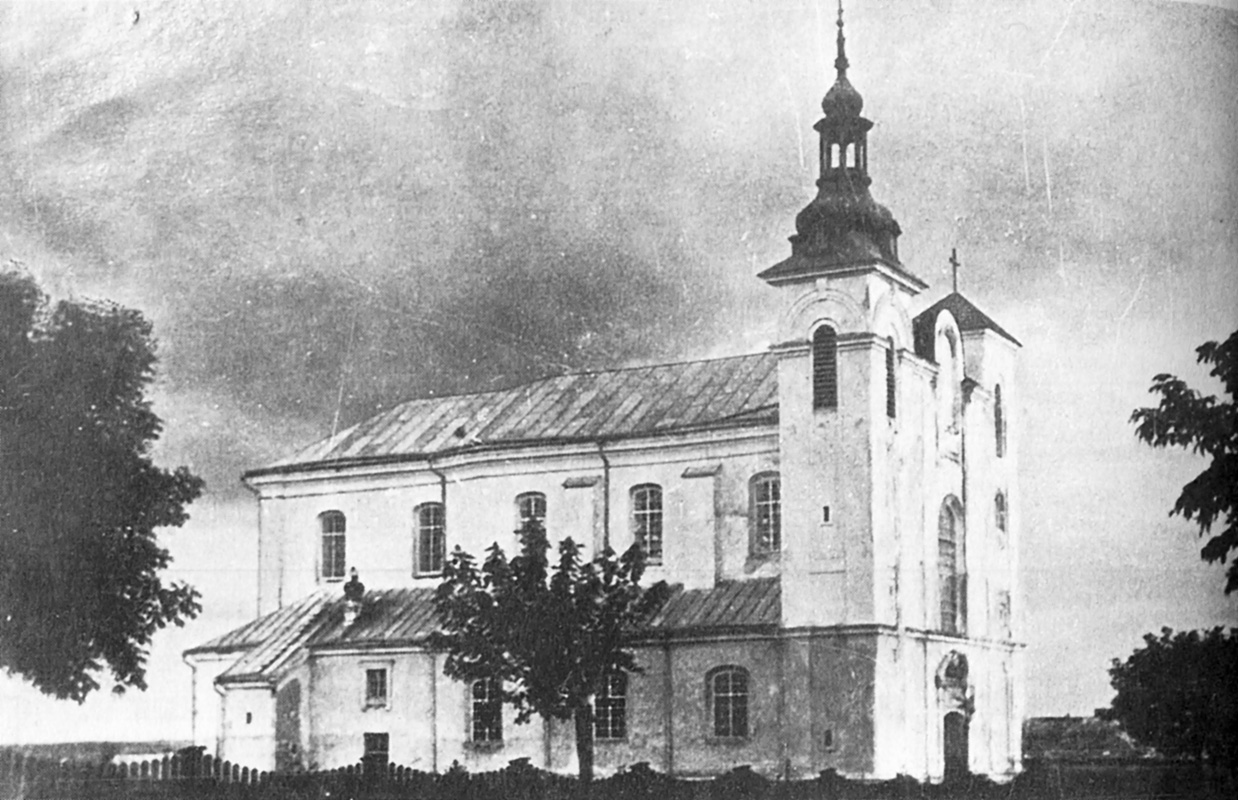
Ancienne église catholique
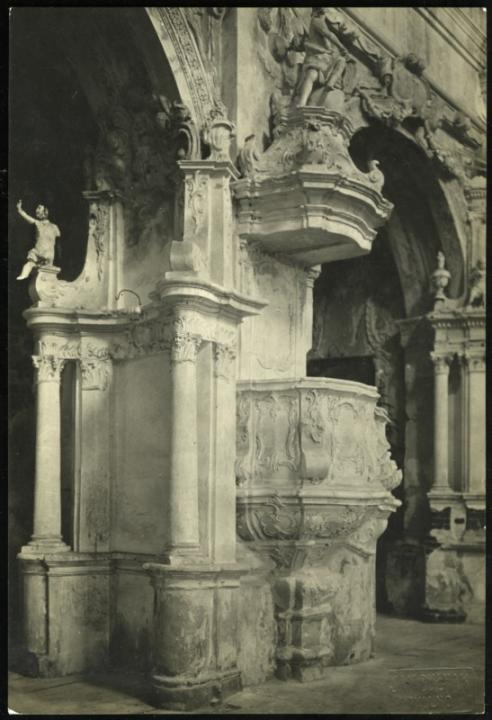
Ancienne église catholique
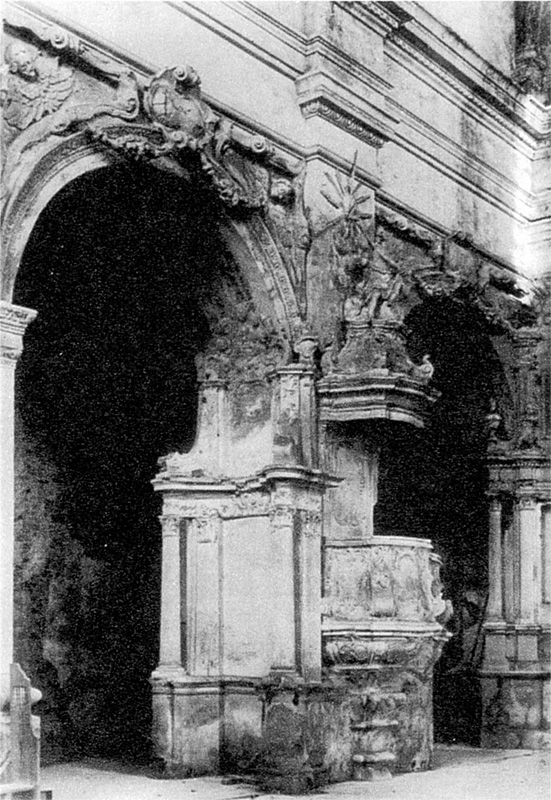
Ancienne église catholique
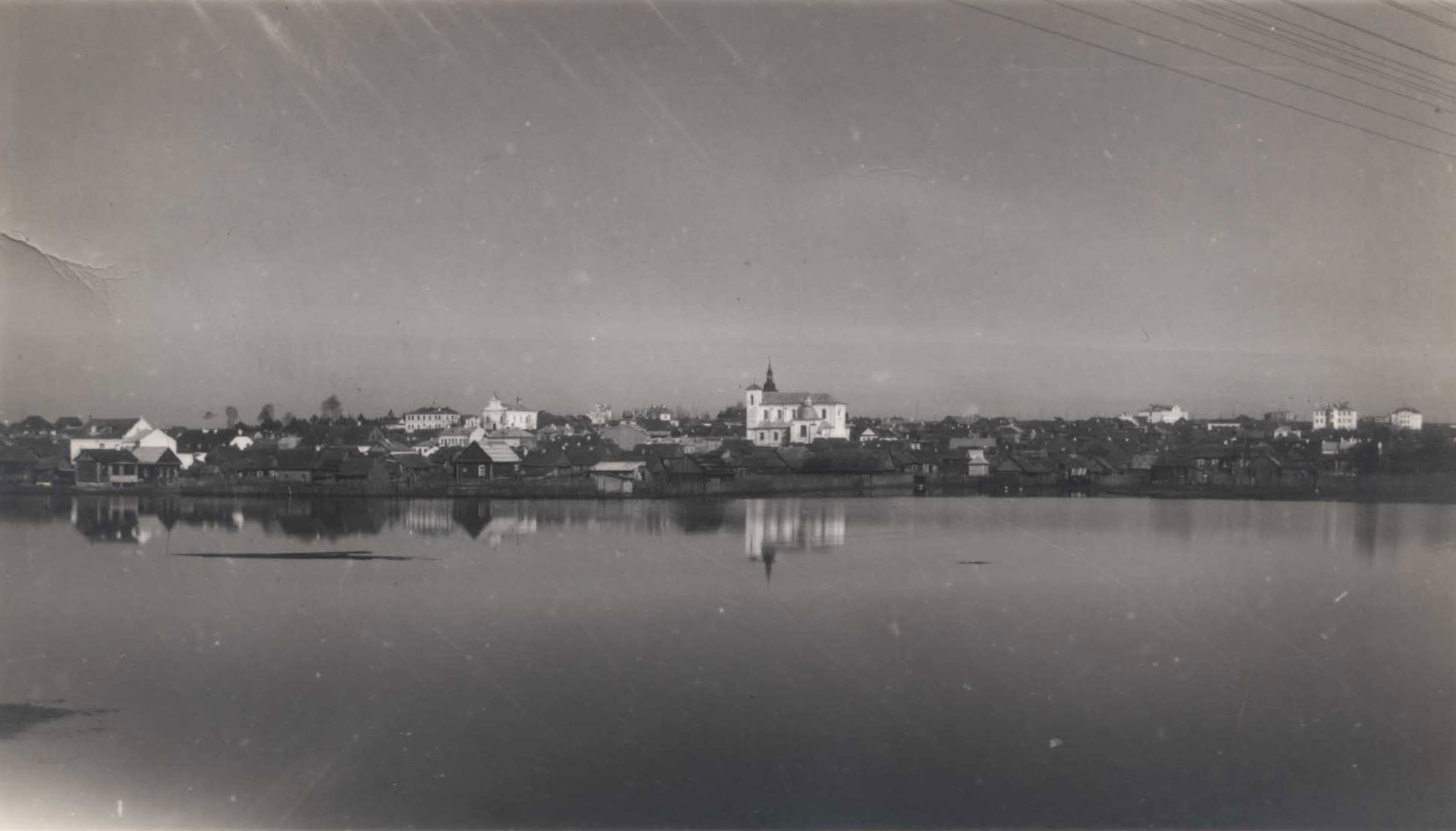
Panorama
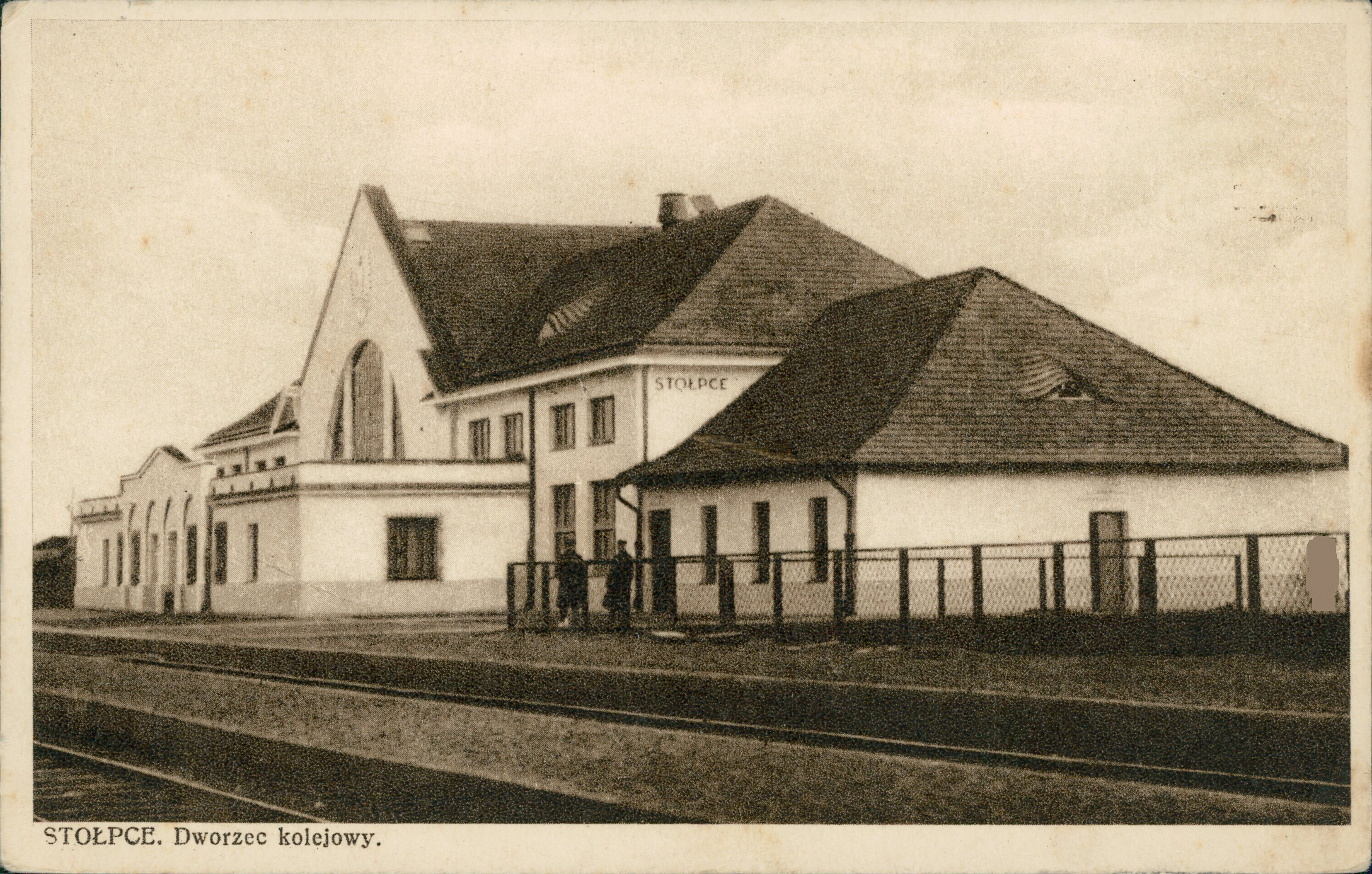
Gare ferroviaire
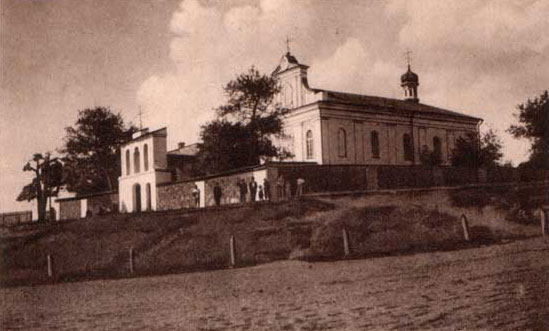
Église orthodoxe

Patrimoine civil
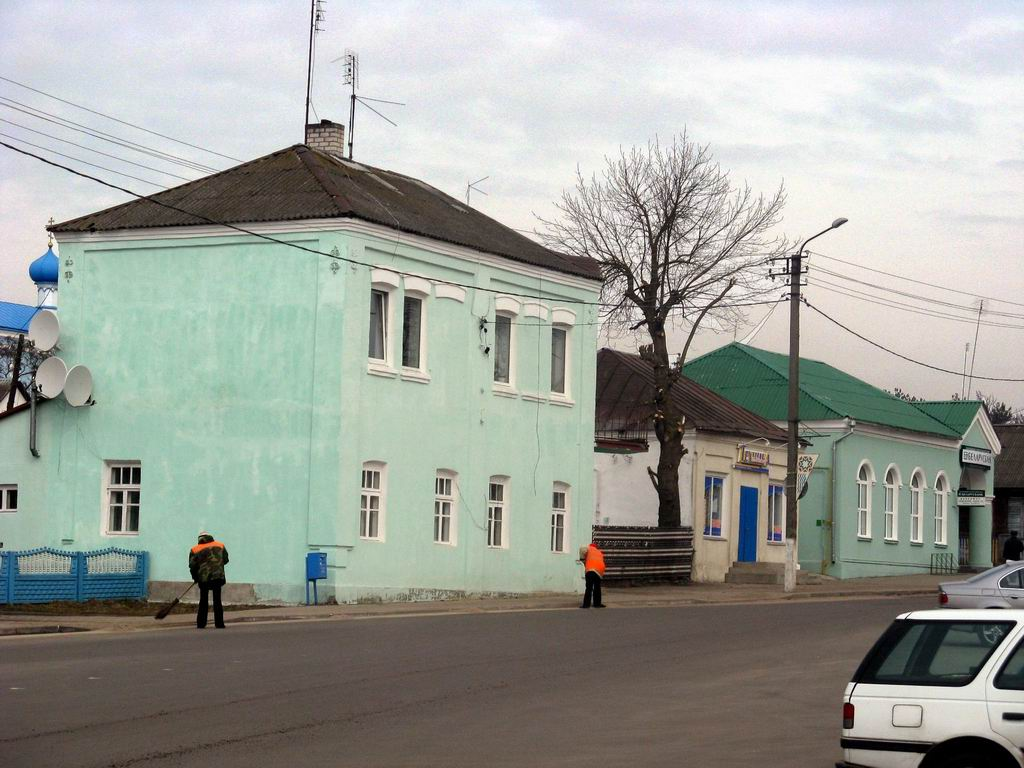
Rue
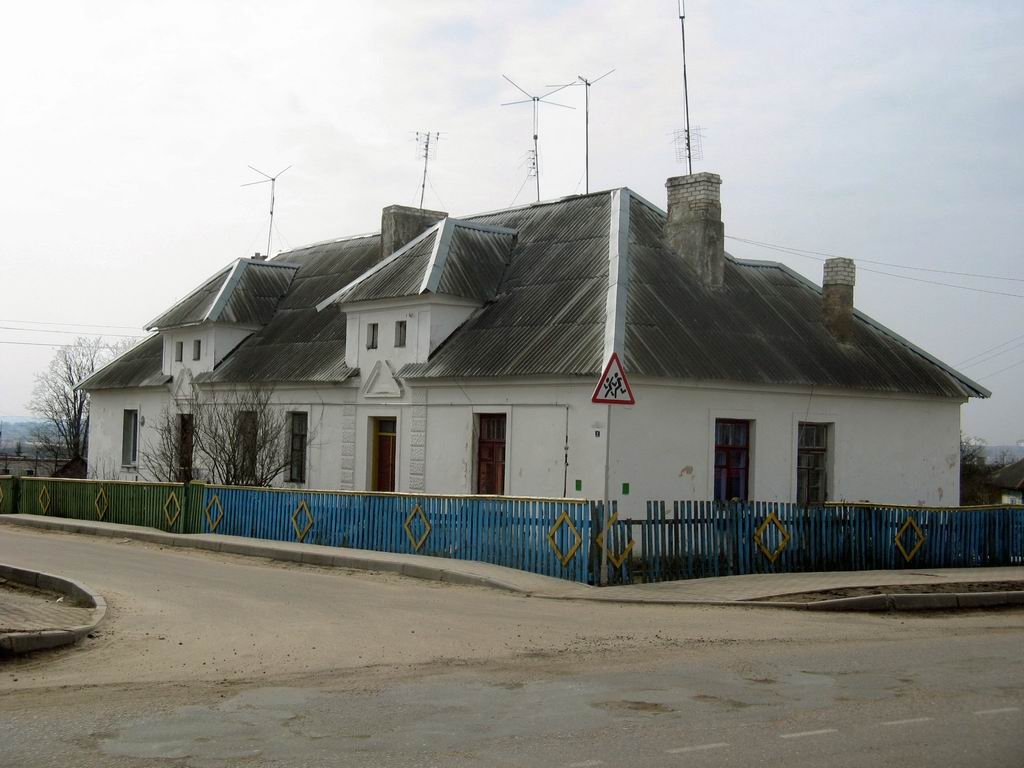
Maison de pierre
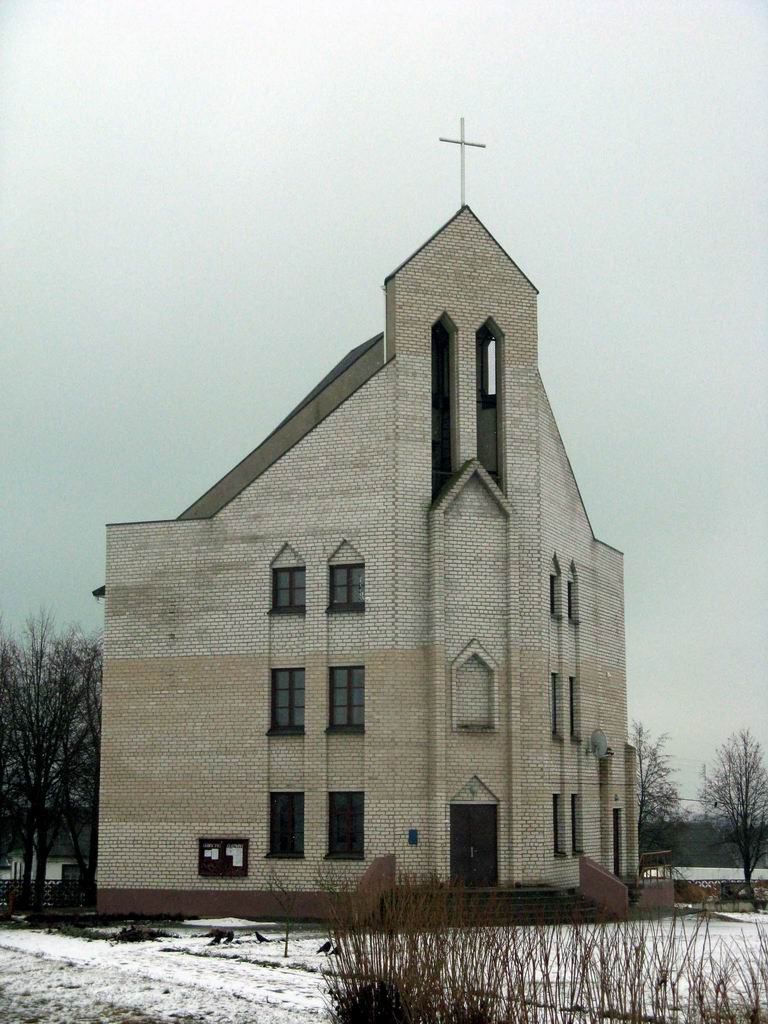
Nouvelle église catholique